# Fabio Scozzoli
Fabio Scozzoli (Lugo (Ravenna), 3 augustus 1988) is een Italiaanse zwemmer.

## Carrière
Bij zijn internationale debuut, op de Europese kampioenschappen kortebaanzwemmen 2009 in Istanboel, eindigde Scozzoli als vierde op zowel de 50 als de 100 meter schoolslag, op de 200 meter schoolslag strandde hij in de series.
Op de Europese kampioenschappen zwemmen 2010 in Boedapest veroverde de Italiaan de Europese titel op de 50 meter schoolslag, nadat hij eerder het brons op de 100 meter schoolslag in de wacht had gesleept. Samen met Mirco Di Tora, Stefano Mauro Pizzamiglio en Filippo Magnini eindigde hij als vijfde op de 4x100 meter wisselslag. In Eindhoven nam Scozzoli deel aan de Europese kampioenschappen kortebaanzwemmen 2010 in Eindhoven. Op dit toernooi legde hij beslag op de Europese titel op de 100 meter schoolslag en veroverde hij de bronzen medaille op de 50 meter schoolslag, daarnaast werd hij uitgeschakeld in de series van de 200 meter schoolslag. Op de 4x50 meter wisselslag sleepte hij samen met Mirco Di Tora, Paolo Facchinelli en Marco Orsi de zilveren medaille in de wacht. Tijdens de wereldkampioenschappen kortebaanzwemmen 2010 in Dubai legde de Italiaan beslag op de zilveren medaille op de 100 meter schoolslag, op de 50 meter schoolslag werd hij gediskwalificeerd in de finale nadat hij als derde had aangetikt.
Op de wereldkampioenschappen zwemmen 2011 in Shanghai veroverde Scozzoli de zilveren medaille op zowel de 50 als de 100 meter schoolslag, samen met Mirco Di Tora, Marco Belotti en Luca Dotto strandde hij in de series van de 4x100 meter wisselslag. In Szczecin nam de Italiaan deel aan de Europese kampioenschappen kortebaanzwemmen 2011. Op dit toernooi werd hij Europees kampioen op de 50 meter schoolslag, daarnaast veroverde hij de bronzen medaille op de 100 meter schoolslag en werd hij uitgeschakeld in de series van de 200 meter schoolslag. Op de 4x50 meter wisselslag sleepte hij samen met Mirco Di Tora, Paolo Facchinelli en Marco Orsi de Europese titel in de wacht.

## Internationale toernooien
| Jaar | Olympische Spelen                        | WK langebaan                                             | WK kortebaan                        | EK langebaan                                            | EK kortebaan                                                              |
| ---- | ---------------------------------------- | -------------------------------------------------------- | ----------------------------------- | ------------------------------------------------------- | ------------------------------------------------------------------------- |
| 2009 |                                          | geen deelname                                            |                                     |                                                         | 4e 50m schoolslag 4e 100m schoolslag 33e 200m schoolslag                  |
| 2010 |                                          |                                                          | DQ 50m schoolslag · 100m schoolslag | 50m schoolslag · 100m schoolslag · 5e 4x100m wisselslag | 50m schoolslag · 100m schoolslag · 12e 200m schoolslag · 4x50m wisselslag |
| 2011 |                                          | 50m schoolslag · 100m schoolslag · 11e 4x100m wisselslag |                                     |                                                         | 50m schoolslag · 100m schoolslag · 17e 200m schoolslag · 4x50m wisselslag |
| 2012 | 7e 100m schoolslag 14e 4x100m wisselslag |                                                          |                                     |                                                         |                                                                           |

## Persoonlijke records
Bijgewerkt tot en met 4 augustus 2011

### Kortebaan
| Afstand         | Tijd  | Datum            | Plaats    |
| --------------- | ----- | ---------------- | --------- |
| 50m schoolslag  | 26,11 | 4 augustus 2011  | Rome      |
| 100m schoolslag | 57,01 | 11 december 2009 | Istanboel |

### Langebaan
| Afstand         | Tijd  | Datum        | Plaats   |
| --------------- | ----- | ------------ | -------- |
| 50m schoolslag  | 27,17 | 27 juli 2011 | Shanghai |
| 100m schoolslag | 59,42 | 25 juli 2011 | Shanghai |